# Burg Scharnowitz
Die Ruine von Burg Scharnowitz (eigentlich deutsch Rewitz oder Rewisch, slowakisch Hrad Revište, ungarisch Revistye) befindet sich im Kreis Scharnowitz in der Region Banská Bystrica (Neusohl), Slowakei. Die Burg liegt oberhalb des rechten Ufers des Flusses Gran.

## Geschichte
Die Höhenburg stammt wohl aus der zweiten Hälfte des 13. Jahrhunderts, als sie zusammen mit der Burg Sachsenstein auf der gegenüberliegenden Seite der Gran gebaut wurde. Ihre Bedeutung lag darin, die schmale Passage zu schützen, die zu den zentralslowakischen Bergbaustädten führte. 1331 wurde die Burg zum ersten Mal in schriftlichen Quellen erwähnt. In jener Zeit war sie Königsgut.
Im Jahr 1391 gab König Sigismund aus dem Hause Luxemburg sie Ladislav aus Šárovce zu Lehen. In der ersten Hälfte des 15. Jahrhunderts besetzte eine Garnison Johann Giskras die Anlage. Seit Ende des 15. Jahrhunderts gehörte sie dem Adelsgeschlecht Dóci. Die Burg wurde während des Aufstands von Emmerich Thököly zerstört. Am Ende des 18. Jahrhunderts wurde sie aufgegeben und verfiel.

## Beschreibung
Die Burg wurde auf einem schmalen felsigen Kamm angelegt. Der schmale längliche Burghof erstreckt sich über 50 Meter und wird an der Nordseite von einem prismatischen Wohnturm abgeschlossen. Den Burghof begrenzte eine Ringmauer. Der Zugang befand sich auf der Südseite. Am Ende des 19. Jahrhunderts brachen der größere Teil der Ringmauer und des Wohngebäudes in sich zusammen. 2003 ist auch die Umfassungsmauer der Vorburg zusammengebrochen.